# Anilocra montti
Anilocra montti är en kräftdjursart som beskrevs av Vernon E. Thatcher och Lobos 200. Anilocra montti ingår i släktet Anilocra och familjen Cymothoidae. Inga underarter finns listade i Catalogue of Life.